# RCN Corporation
RCN Corporation (ou Residential Communications Network) est un opérateur de télécommunications américain fondé en 1993 dont le siège social est basé à Princeton, dans le New Jersey aux États-Unis. Son offre, de type « triple play », comprend des services d'accès à l'Internet à haut débit, de téléphonie fixe et de télévision par câble.
RCN est présent dans les agglomérations de Boston, New York et Chicago. 